# Metalimnobia (Metalimnobia) megastigma
Metalimnobia (Metalimnobia) megastigma is een tweevleugelige uit de familie steltmuggen (Limoniidae). De soort komt voor in het Oriëntaals gebied.